# Americana (video The Offspring)
| Recensione | Giudizio |
| ---------- | -------- |
| AllMusic   | [ 1 ]    |

Americana è il primo album video del gruppo musicale statunitense The Offspring, pubblicato l'8 dicembre 1998 dalla Nitro Records.

## Descrizione
Uscito originariamente in VHS, è stato ripubblicato in DVD l'anno successivo.
Contiene videoclip di esibizioni dal vivo e non, oltre a degli stunt eseguiti dal gruppo.

## Tracce
1. Welcome to the Dollhouse
2. Garage Days
3. Cool to Hate
4. The Meaning of Life
5. Smash and Grab Part 1
6. All I Want
7. Mota
8. Smash and Grab Part 2
9. Gotta Get Away
10. Nitro
11. Take It like a Man
12. Burn It Up
13. Bad Habit
14. Smash and Grab Part 3
15. Nothing from Something
16. Gone Away
17. Crossroads
18. Smash and Grab Part 4
19. Built for Speed
20. Self Esteem
21. The Final Battle

## Formazione
- Dexter Holland - voce, chitarra
- Noodles - chitarra, cori
- Greg K - basso, cori
- Ron Welty - batteria
- Chris "X-13" Higgins - cori in Mota